# Kraľovanský meandr
Kraľoviansky meander je přírodní památka v katastrálním území obce Kraľovany v okrese Dolný Kubín v Žilinském kraji na Slovensku. Území bylo vyhlášeno v roce 1990 a jeho rozloha je 18,23 hektaru. Předmětem ochrany je zakleslý meandr Váhu, dokládající tektonický vývoj oblasti.